# Château de Rastatt

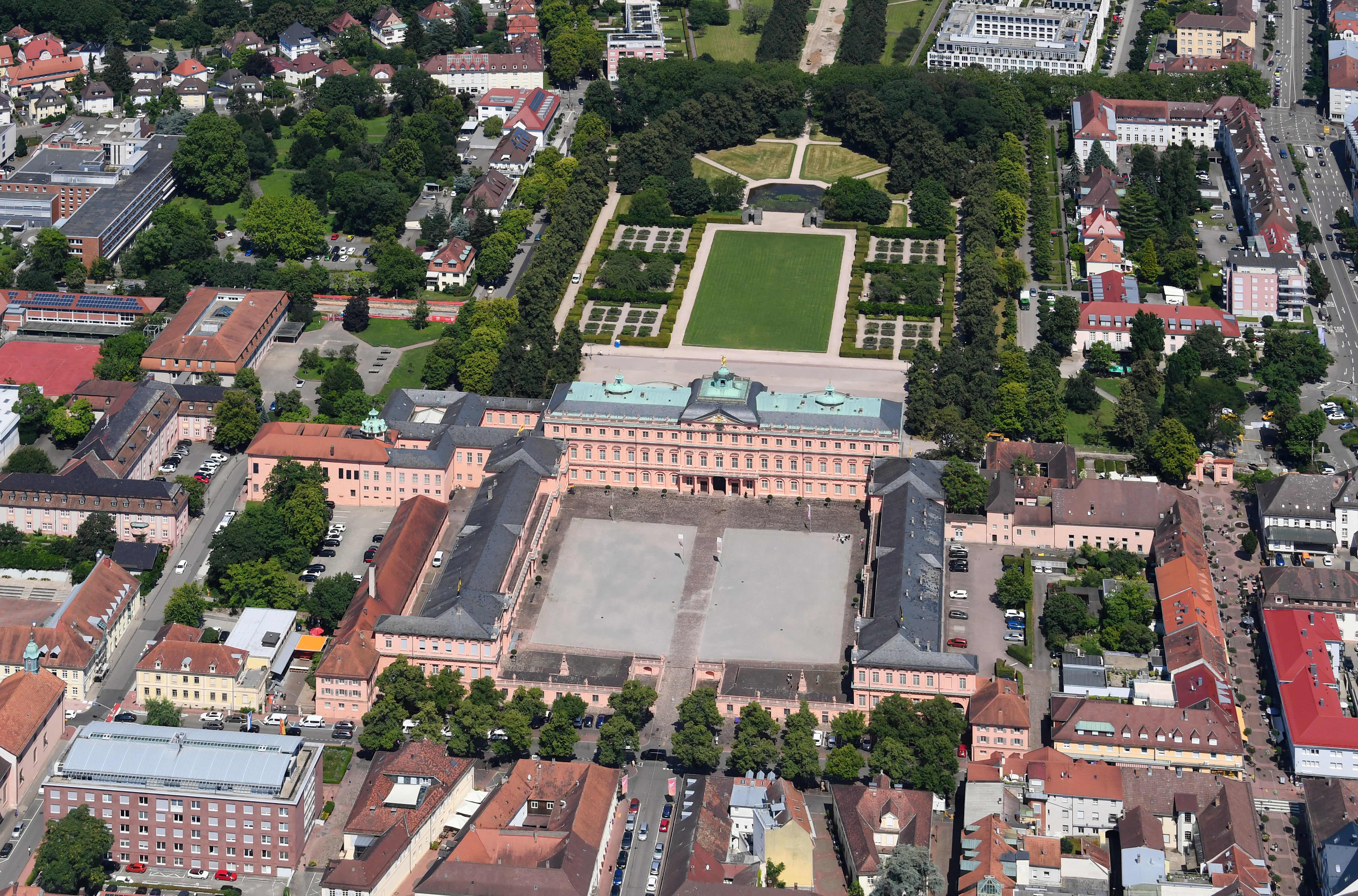
Vue aérienne

Le château de Rastatt, dans le Pays de Bade en Allemagne, était la résidence des margraves de Bade. Il fut bâti en 1700 par l'architecte italien Domenico Egidio Rossi pour le margrave Louis-Guillaume de Bade.

## Histoire
En 1689, pendant la Guerre de la Ligue d'Augsburg, les troupes françaises avaient incendié la précédente résidence des margraves de Bade, alors située à Baden-Baden.  Louis de Bade décide de faire construire un nouveau château hors la ville. En 1699, il ordonne à l'architecte Domenico Egidio Rossi, qui était en train de bâtir pour lui un pavillon de chasse dans le village de Rastatt, de construire à la place un château résidentiel sur le modèle de celui de Versailles. Le très ambitieux Louis-Guillaume de Bade cherche alors à impressionner les cours allemandes en égalant le prestigieux palais de son parrain Louis XIV. Alors que le chantier est loin d'être terminé, le margrave y emménage en 1702 mais passe l'essentiel de son temps en campagne, la guerre ayant repris avec la France. Il y meurt en 1707 des suites d'une blessure qu'il avait reçue à la bataille de Höchstädt.  
En 1714, le traité de Rastatt, qui mit fin à la Guerre de Succession d'Espagne, est signé dans le château. 
Le bâtiment fut remanié et étendu tout au long du XVIIIe siècle. On remplaça notamment les toits en terrasse, à l'italienne comme à Versailles, peu étanches, par des toits à double pente. 
Au XIXe siècle, le château servit de Kommandantur pour la forteresse de Rastatt. De 1946 à 1949 siégea dans le château, qui n'avait pas été endommagé pendant la guerre, le Tribunal général de l'administration militaire française qui, au cours d'une vingtaine de procédures pénales de grande ampleur, jugea environ deux mille responsables nazis.
Depuis 1956, l'aile sud du château abrite le Musée d'histoire de l'armement de Rastatt.

## Architecture
Le corps principal de bâtiment de trois étages comprend, des deux côtés, un avant-corps central ayant un étage mansardé supplémentaire surmonté d'un toit en forme de coupole aplatie et un balcon soutenu par six colonnes. Côté cour, deux ailes latérales de deux étages (bibliothèque et bâtiment du congrès) forment avec le corps principal la cour d'honneur. Une terrasse avec balustrade ferme la cour du quatrième côté.
Le bâtiment est couvert d'un enduit peint dans la couleur du grès rouge de la Forêt Noire, la même pierre que le grès rose des Vosges, le massif jumeau situé de l'autre côté du fossé rhénan, les chapiteaux et autres ornements saillants des façades étant réalisés dans cette pierre.
Depuis la cour d'honneur, deux escaliers mènent à la « Salle des ancêtres » située au centre du corps principal du bâtiment et à une série de salons magnifiquement décorés dans le style baroque.  
L'ensemble du palais a été dimensionné de telle sorte qu'en plus de la famille Louis-Guillaume de Bade, le gouvernement, l'administration, les invités de passage et l'ensemble des serviteurs trouvent un logement.